# Андервуд, Люсьен Маркус
Люсьен Маркус Андервуд (англ. Lucien Marcus Underwood, 26 октября 1853 — 16 ноября 1907) — американский ботаник, миколог, преподаватель геологии, ботаники и естествознания, педагог, член-учредитель Совета Научных Директоров Нью-йоркского ботанического сада.

## Биография
Люсьен Маркус Андервуд родился 26 октября 1853 года и окончил  Сиракузский университет.
В 1879 году он получил степень доктора философии в Сиракузском университете.  В 1880 году он был назначен профессором геологии и ботаники в Университете Иллинойса Уэслиана, а 1891 году стал профессором ботаники в университете Де Пау.
В течение 1880-х годов Андервуд преподавал геологию, ботанику и естествознание в нескольких колледжах и университетах.
Он внёс значительный вклад в ботанику, описав множество видов растений.
Люсьен Маркус Андервуд умер 16 ноября 1907 года.

## Научная деятельность
Люсьен Маркус Андервуд специализировался на папоротниковидных, Мохообразных, семенных растениях и на микологии.

## Некоторые публикации
- 1881. Our Native Ferns and How to Study Them.
- 1899. Moulds, Mildews, and Mushrooms (Mohos, mildius y hongos).
- The Systematic Botany of North America[3].